# Onthophagus stellio
Onthophagus stellio es una especie de insecto del género Onthophagus, familia Scarabaeidae, orden Coleoptera.
Fue descrita científicamente por Erichson en 1843.